# Campionati italiani di triathlon del 2001
I Campionati italiani di triathlon del 2001 (XIII edizione) sono stati organizzati dalla Federazione Italiana Triathlon e si sono tenuti a Grado in Friuli-Venezia Giulia, in data 8 settembre 2001.
Tra gli uomini ha vinto Gianfranco Mione (Big One Team3), mentre la gara femminile è andata a Nadia Cortassa (Silca Ultralite).

## Risultati

### Élite uomini
| Pos. | Atleta                | Società sportiva        | Nuoto    | Bici     | Corsa    | Totale   |
| ---- | --------------------- | ----------------------- | -------- | -------- | -------- | -------- |
|      | Gianfranco Mione      | Big One Team3           | 00:25:23 | 01:01:15 | 00:31:48 | 01:58:26 |
|      | Gabriele Pertusati    | Silca Ultralite         | 00:24:40 | 01:01:40 | 00:32:18 | 01:58:38 |
|      | Daniele Fiorentini    | Minerva Roma            | 00:24:35 | 01:02:02 | 00:32:32 | 01:59:09 |
| 4    | Manuel Canuto         | Big One Team3           | 00:24:31 | 01:02:06 | 00:32:56 | 01:59:33 |
| 5    | Andrea D'Aquino       | Triathlon Novara        | 00:25:02 | 01:01:34 | 00:33:20 | 01:59:56 |
| 6    | Stefano Bortolami     | Fun Tri Team            | 00:25:20 | 01:01:22 | 00:33:54 | 02:00:36 |
| 7    | Giuseppe Ferraro      | Carabinieri             | 00:26:23 | 01:03:58 | 00:30:21 | 02:00:42 |
| 8    | Andrea Salzarulo      | DDS                     | 00:25:24 | 01:01:12 | 00:34:41 | 02:01:17 |
| 9    | Jonathan Ciavattella  | Fun Tri Team            | 00:24:46 | 01:01:54 | 00:34:44 | 02:01:24 |
| 10   | Dimitri Ricci         | B2K Viareggio Triathlon | 00:23:56 | 01:02:40 | 00:35:04 | 02:01:40 |
| 11   | Dario Galasso         | Big One Team3           | 00:24:41 | 01:01:58 | 00:35:27 | 02:02:06 |
| 12   | Edoardo Piantanida    | Pro Patria Acros        | 00:25:32 | 01:03:22 | 00:33:15 | 02:02:09 |
| 13   | Roberto Fonseca       | Maranello Triathlon     | 00:29:21 | 01:00:49 | 00:32:00 | 02:02:10 |
| 14   | Marco Salamon         | Fri Team                | 00:27:30 | 01:02:38 | 00:32:35 | 02:02:43 |
| 15   | Luca Bonazzi          | Triathlon Bergamo       | 00:27:12 | 01:01:41 | 00:34:03 | 02:02:56 |
| 16   | Danilo Brustolon      | Cuneo Triathlon         | 00:27:00 | 01:03:05 | 00:32:53 | 02:02:58 |
| 17   | Riccardo Caruso       | Triathlon Club Milano   | 00:27:47 | 01:01:44 | 00:33:31 | 02:03:02 |
| 18   | Luigi Bacco           | Happidea Triathlon      | 00:29:30 | 01:00:43 | 00:33:10 | 02:03:23 |
| 19   | Federico Banti        | Fun Tri Team            | 00:26:32 | 01:03:47 | 00:33:05 | 02:03:24 |
| 20   | Michele Loss Frizzera | CUS Trento CTT          | 00:27:35 | 01:02:36 | 00:33:15 | 02:03:26 |

### Élite donne
| Pos. | Atleta               | Società sportiva           | Nuoto    | Bici     | Corsa    | Totale   |
| ---- | -------------------- | -------------------------- | -------- | -------- | -------- | -------- |
|      | Nadia Cortassa       | Silca Ultralite            | 00:30:39 | 01:06:13 | 00:33:45 | 02:10:37 |
|      | Daniela Locarno      | Silca Ultralite            | 00:30:40 | 01:06:15 | 00:37:54 | 02:14:49 |
|      | Nadia Da Ros         | Silca Ultralite            | 00:30:42 | 01:07:35 | 00:39:55 | 02:18:12 |
| 4    | Giulia Botti         | Galileo Triathlon          | 00:30:55 | 01:10:49 | 00:37:16 | 02:19:00 |
| 5    | Edith Niederfriniger | Läufer Club Bozen          | 00:32:19 | 01:10:28 | 00:36:39 | 02:19:26 |
| 6    | Cristina Giribon     | Fiamme Oro                 | 00:29:57 | 01:11:56 | 00:39:44 | 02:21:37 |
| 7    | Marta Gaiardelli     | Silca Ultralite            | 00:30:52 | 01:11:24 | 00:40:58 | 02:23:14 |
| 8    | Adelaide Cappellini  | Fiamme Oro                 | 00:30:44 | 01:11:10 | 00:42:14 | 02:24:08 |
| 9    | Martina Dogana       | Tri. Rari Nantes Marostica | 00:36:19 | 01:10:08 | 00:38:21 | 02:24:48 |
| 10   | Valentina Filipetto  | Serenissima                | 00:30:54 | 01:11:53 | 00:43:15 | 02:26:02 |
| 11   | Dina Braguti         | Silca Ultralite            | 00:33:35 | 01:09:13 | 00:43:39 | 02:26:27 |
| 12   | Daniela Gibertini    | Avia Pervia                | 00:36:39 | 01:09:52 | 00:41:17 | 02:27:48 |
| 13   | Tessa Caimi          | Pro Patria Acros           | 00:36:36 | 01:09:58 | 00:43:41 | 02:30:15 |
| 14   | Francesca Ricchetti  | Maranello Triathlon        | 00:36:35 | 01:15:42 | 00:42:50 | 02:35:07 |
| 15   | Eleonora Sandri      | Torino Triathlon           | 00:31:00 | 01:20:20 | 00:45:06 | 02:36:26 |
| 16   | Cinzia Arduzzoni     | CUS Parma Csl              | 00:42:07 | 01:13:14 | 00:42:26 | 02:37:47 |
| 17   | Erica Baruffi        | Virtus                     | 00:41:25 | 01:10:47 | 00:46:32 | 02:38:44 |
| 18   | Rebecca Casentini    | B2K Viareggio Triathlon    | 00:41:32 | 01:16:36 | 00:44:42 | 02:42:50 |
| 19   | Silvia Cantini       | Vialibera Tri              | 00:46:33 | 01:15:52 | 00:45:31 | 02:47:56 |
| 20   | Alessandra Radici    | Cns - Triathlon            | 00:45:18 | 01:17:11 | 00:49:45 | 02:52:14 |